# Straßendurchbruch
Als Straßendurchbruch (auch Durchbruchstraße) bezeichnet man das Anlegen einer Straße, indem eine vorhandene Barriere durchbrochen wird. Eine solche Barriere kann Bebauung oder ein natürliches Hindernis sein.
Straßendurchbrüche werden geschaffen, um ein gewachsenes Verkehrsnetz modernen Bedürfnissen anzupassen. Dies kann einen erheblichen Eingriff in die städtebaulichen Gegebenheiten darstellen, beispielsweise dann, wenn ganze Stadtviertel durchschnitten und Verkehrsströme verlegt werden.
Ab etwa 1800 fanden große Straßendurchbrüche im Rahmen der Modernisierung der Städte und durch das Anlegen von Eisenbahntrassen statt. Nach dem Zweiten Weltkrieg waren Straßendurchbrüche Teil der Überplanung der Städte und städtischen Verkehrsnetze durch die Idee einer autogerechten Stadt.

## Beispiele

### Paris
- 1800er: Rue de Rivoli

### Hamburg
- 1860er: Brüderstraße, Wexstraße
- 1870er: Colonnaden
- 1880er: Gorch-Fock-Wall
- 1890er: Holstenwall, Kaiser-Wilhelm-Straße
- 1900er: Mönckebergstraße
- 1930er: Sievekingdamm (südlicher Abschnitt)
- 1960er: Ost-West-Straße, Sievekingsallee (westlicher Abschnitt)

### Frankfurt am Main
- 1860er: Neue Kräme
- 1870er: Kaiserstraße
- 1890er: Goethestraße
- 1900er: Braubachstraße
- 1950er: Berliner Straße

### Athen
- 1840er: Hermesstraße. Weitere Straßendurchbrüchen entfielen wegen der finanziellen Undurchführbarkeit.

### Bukarest
- 1930er: Boulevard Magheru
- 1930er: Boulevard Dacia
- 1950er: Bulevardul Anul 1848
- 1980er: Boulevard Dimitrie Cantmir
- 1980er: Boulevard Națiunile Unite
- 1980er: Boulevard Libertății
- 1980er: Boulevard Unirii

### Buenos Aires
- 1890er: Avenida de Mayo

### Rom
- 1930er: Via dei Fori Imperiali
- 1940er: Via della Conciliazione

### Ardakan (Iran)
- 1959[1]